# Axel Huens
Axel Huens, né le 5 septembre 2001 à Compiègne est un coureur cycliste français.

## Biographie
Axel Huens est originaire de Compiègne, une commune située en Picardie. Il commence le cyclisme durant son enfance au Vélo Club du Santerre et du Vermandois, basé à Péronne. Son grand frère Rémi pratique lui aussi ce sport en compétition, mais il n'est jamais passé professionnel. 
Dans les catégories de jeunes, il gagne plusieurs titres de champion régional et départemental, sous les couleurs du VCA Saint-Quentin,. Il se fait ensuite remarquer chez les juniors en obtenant plusieurs victoires et divers accessits au niveau international. Il est également sélectionné en équipe de France, notamment pour les championnats d'Europe juniors de 2019. Grâce à ses performances, il intègre le VC Rouen 76 en 2020 pour ses débuts espoirs (moins de 23 ans). 
En 2021, il s'impose sur le Grand Prix de Bavay, une course nationale française. Il finit par ailleurs huitième du Grand Prix de la Somme. L'année suivante, il se distingue en obtenant une victoire et de nombreuses places d'honneur, avec le club Dunkerque Grand Littoral. Il termine notamment quatrième du championnat de France amateurs. 
Malgré ses performances, Axel Huens ne décroche pas de contrat professionnel pour la saison 2023. il est néanmoins recruté par la réserve de l'équipe WorldTour Intermarché-Circus-Wanty. Décrit comme un coureur complet, il n'obtient pas de nouveau succès, mais multiplie les tops dix. Il se classe ainsi troisième du championnat de France espoirs et du Grand Prix de la Somme, quatrième de Paris-Tours espoirs ou encore cinquième du Mémorial Philippe Van Coningsloo. Il brille par ailleurs avec l'équipe de France espoirs en terminant cinquième de Gand-Wevelgem espoirs, manche de la Coupe des Nations espoirs. Après ses bons résultats, il signe un contrat de deux ans avec la structure néerlandaise TDT-Unibet, qui prévoit de monter au niveau ProTeam en 2024.

## Palmarès et résultats

### Palmarès par année
- 2018
  - 2eb étape du Tour des Portes du Pays d'Othe
  - 3e du Keizer der Juniores
- 2019
  - Grand Prix de Saint-Aubert
  - Johan Museeuw Classic
- 2020
  - 1re épeuve du Maillot des Jeunes Léopards
  - 2e du Grand Prix de Gommegnies
- 2021
  - Grand Prix de Bavay
- 2022
  - 2e épreuve des Boucles du Haut-Var
  - 2e du Grand Prix de Blangy-sur-Bresle
  - 3e du Grand Prix des Marbriers
- 2023
  - 2e de Bruxelles-Opwijk
  - 3e du championnat de France sur route espoirs
  - 3e du Grand Prix de la Somme

### Classements mondiaux
| Année           | 2022   |
| --------------- | ------ |
| UCI Europe Tour | 1 561e |